# Chopstick (曲)
「Chopstick」（チョップスティック）は、日本のガールズグループNiziUの楽曲。2021年11月11日にEpic Record Japanより先行配信された。また、NiziUの1stアルバム『U』のリード曲として、2021年11月24日にリリースされた。

## 概要
「お箸のように支え合える相手がいることでより幸せを感じられる。NiziUは応援してくれる“君”という存在がいてくれるならどこまでも羽ばたいていける」というメッセージが込められた楽曲。配信と同時に公開されたミュージックビデオではメンバーがペアになってピアノを弾く姿や、指で箸を表現するようなダンスを披露するパートなど、さまざまなシチュエーションが演出されている。また同日に、楽曲の先行配信を記念してLINE MUSICでの再生回数キャンペーンもスタートした（開催は同月17日まで）。

## 音楽性
ユーフェミア・アレン(1861-1948)が1877年に書いた「The Celebrated Chop Waltz」、通称「チョップスティックス」というピアノ曲が元になっている。
本楽曲は、振り切ったキャッチーさをその特徴としている。ライターの一条皓太は「ミニマルを突き詰めた打数や音の配置を採用しているところが、いわゆる“ヒップホップらしい”と言える要素」と指摘した。楽曲全体の構成はAメロ－Bメロ－サビの繰り返しとラップパートの挿入のみと極めてシンプルかつミニマムであり、中でもAメロとサビはほとんど同じで、音の抜き差しによってダイナミックな展開が演出されている。批評家のimdkmは「シンプルなつくりだからといって抑制的なわけではなくて、ちゃかちゃかとパーカッシブな高音のフレーズと最低限のコード感を提示するずっしりとしたベースの対比が、はやる気持ちを雄弁に戯画化しているように聴こえる。」と述べている。

## チャート成績
本楽曲は、2021年11月17日公開（集計期間：2021年11月8日～11月14日）のビルボード・ジャパンチャートにおいてダウンロード5位（8,246DL）、ストリーミング21位（4,052,876再生）を記録し、総合チャート「JAPAN HOT 100」では7位に初登場した。翌週のチャートではストリーミングにおいて21位→7位（6,195,843再生）と大きく順位を伸ばし、総合7位を維持した。

## タイアップ
- ソフトバンク スマホデビュープロジェクト 「スマホデビューのお約束」篇 CMソング[10]

## テレビ披露
- ベストヒット歌謡祭2021（2021年11月11日、日本テレビ）[11]
- ミュージックステーション（2021年11月19日、テレビ朝日）[12]
- シブヤノオト（2021年11月20日、NHK総合）[13]
- CDTVライブ!ライブ!（2021年11月22日、TBSテレビ）[14]
- スッキリ（2021年11月23日、日本テレビ）[15]
- バズリズム02（2021年11月26日、日本テレビ系）[16]
- うたコン（2021年11月30日、NHK総合）[17]
- 2021 FNS歌謡祭 第1夜（2021年12月1日、フジテレビ）[18]
- CDTVライブ!ライブ! クリスマス4時間スペシャル（2021年12月20日、TBS系）[19]
- ミュージックステーションスーパーライブ2021（2021年12月24日、テレビ朝日系）[20]